# Campagne présidentielle de Barack Obama en 2008
En 2008, Barack Obama se rend pour sa campagne présidentielle en Afghanistan, en Irak, en Israël, en Allemagne, où il prononce devant le Siegessäule et une foule enthousiaste un discours aux accents kennediens et reaganiens, en France et au Royaume-Uni. La presse popularise alors le néologisme d'obamania. John McCain qui, pendant ce temps, a reçu le dalaï-lama, reproche à son concurrent démocrate d'avoir préféré prononcer un discours devant « des foules d'Allemands obséquieux » aux dépens d'une visite au chevet de soldats américains soignés à Landstuhl (base américaine située près de Kaiserslautern).
Dans une lettre adressée le 24 juillet 2008, Barack Obama regrette de n'avoir pu rencontrer le dalaï-lama du fait de ses voyages, et lui réaffirme son soutien, espérant que sa lettre et la rencontre avec le sénateur John McCain démontreront que l'attention et le soutien américain au peuple tibétain transcendent les divisions politiques. Obama se félicite aussi du dialogue entre les représentants du dalaï-lama et du gouvernement de la République populaire de Chine.

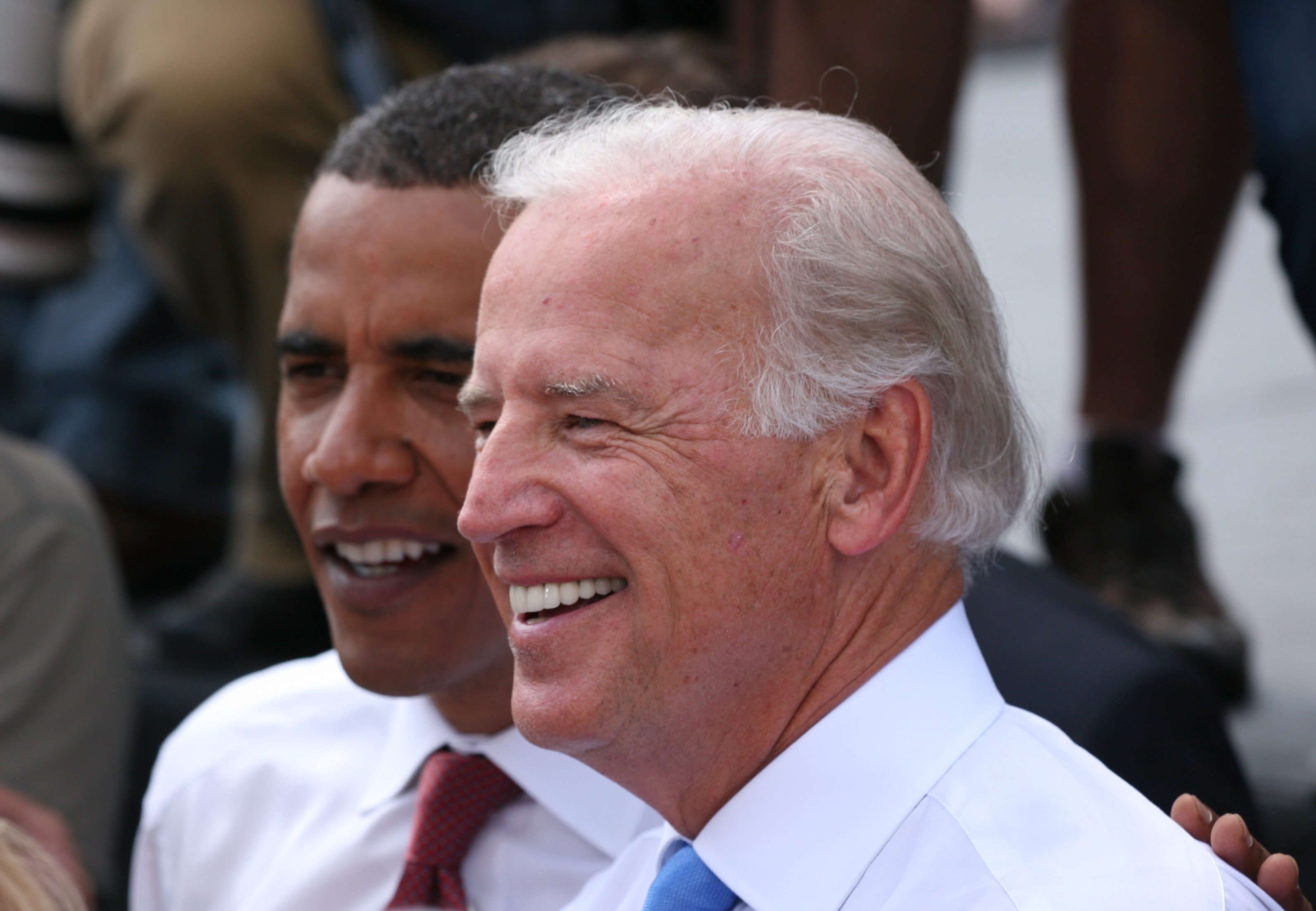
Obama avec Joe Biden, son colistier.

Le 23 août, Obama choisit le sénateur du Delaware Joseph Biden comme colistier dans la course à la Maison-Blanche. Biden est président de la commission des Affaires étrangères au Sénat et sénateur depuis 1972. Ce choix doit servir à donner l'image de l'expérience politique et plus particulièrement en politique étrangère et, par conséquent, de contrer les attaques sur l'inexpérience d'Obama dans ce dernier domaine (l'argument de l'inexpérience d'Obama, repris par John McCain, avait déjà été exploité lors des primaires par Hillary Clinton et par Joe Biden lui-même). Le choix de Biden présente cependant également des inconvénients : l'association d'Obama à une figure connue du paysage politique fédéral atténue l'idée du « changement » (Change). De plus, le sénateur du Delaware est connu pour ses gaffes, qui peuvent s'avérer dangereuses dans un duel électoral serré.

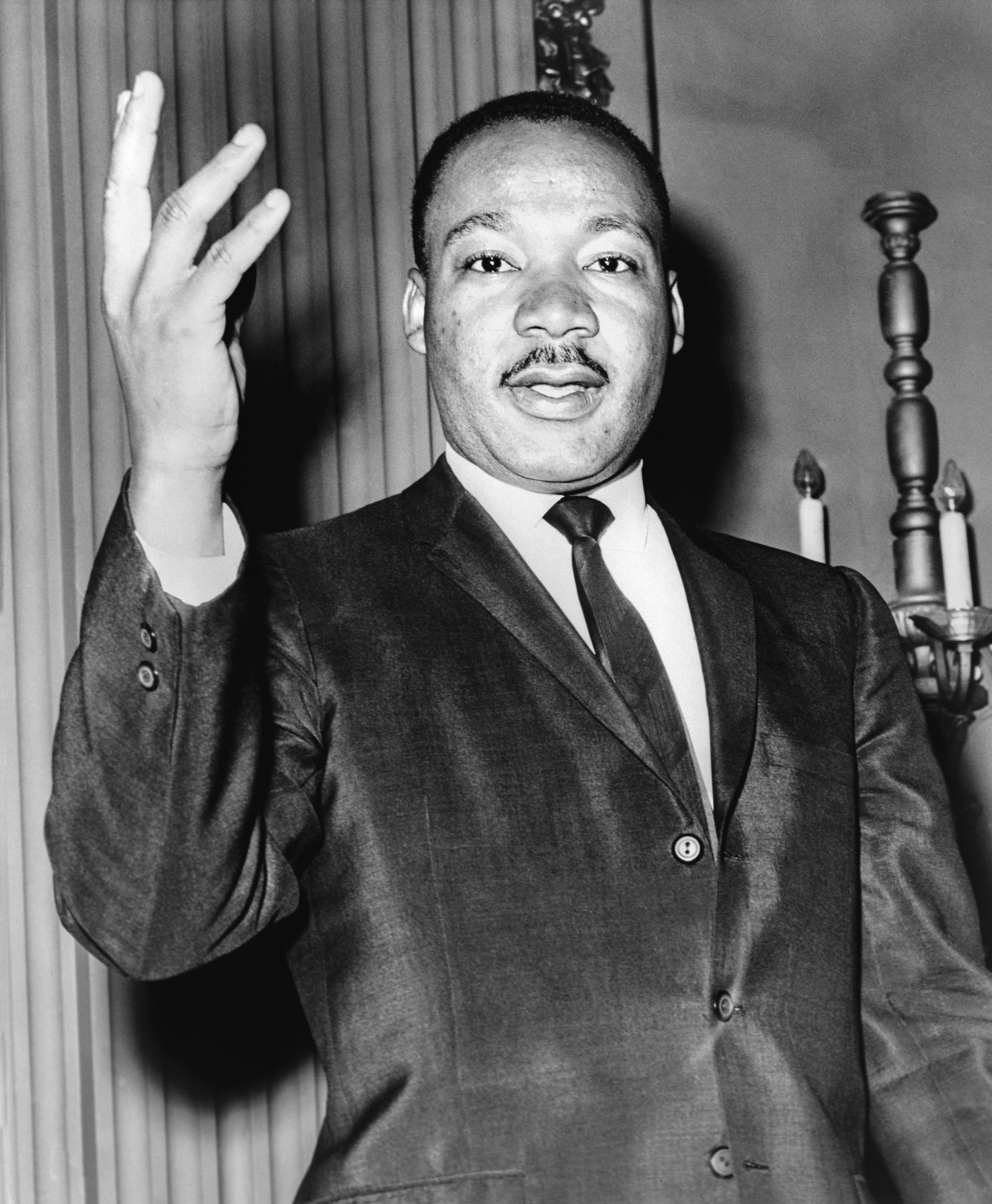
Barack Obama est le premier métis issu d'une union entre un Afro-Américain et d'une blanche à être président des États-Unis, événement considéré par beaucoup comme historique qui concrétise en partie le rêve de Martin Luther King

Le 28 août, jour du 45e anniversaire du discours I have a dream de Martin Luther King, il est officiellement investi par le Parti démocrate, au stade Invesco à Denver.
Deux semaines avant les élections, après être sorti renforcé des débats face à John McCain, Obama reçoit le soutien inattendu de l'ancien secrétaire d'État républicain Colin Powell et devance largement (de 7 à 10, voire 12 points) son adversaire dans les sondages.
Les républicains tentent pourtant de freiner Obama en l'attaquant sur plusieurs points :
- en déclarant qu'il est soutenu par l'association ACORN, dont le travail d'inscription des citoyens sur les listes électorales est entaché d'erreurs grossières voire de tentatives de fraude avérées ;
- en affirmant qu'il est proche de l'ancien activiste d'extrême gauche Bill Ayers, membre fondateur des Weathermen, ajoutant que cela faisait de lui un collaborateur avéré de terroristes ;
- en le présentant, enfin, lors de plusieurs meetings de la colistière conservatrice de McCain, Sarah Palin, comme un « socialiste »[7].

Cette dernière accusation, injurieuse (le terme est synonyme de « communiste » aux États-Unis, pays ennemi de l'URSS pendant la guerre froide), réagit à une phrase prononcée le 11 octobre par Obama :
« Je pense que si nous répartissons (spread around) les richesses, c'est bien pour tout le monde ».
Il répondait alors aux questions de Samuel J. Wurzelbacher (présenté par McCain, puis Obama et les médias comme « Joe le plombier »), un employé d'une entreprise de plomberie qui s'inquiétait d'une hausse de ses impôts en cas de victoire du sénateur de l'Illinois.
Ces attaques s'avèrent cependant contreproductives pour le camp McCain, tandis qu'Obama tourne en dérision l'accusation de « socialisme » : « À la fin de la semaine, il (John McCain) finira par m'accuser d'être un communiste masqué parce que je prêtais mes jouets lorsque j'étais à l'école maternelle. Je partageais mes sandwiches au beurre de cacahuète et à la confiture. »
Le 23 et le 24 octobre, Barack Obama suspend brièvement sa campagne, qui est la plus coûteuse de l'histoire des États-Unis (605 millions de dollars contre 150 millions de dollars pour celle de McCain), pour se rendre à Hawaï au chevet de sa grand-mère, Madelyn Dunham (née en 1922), gravement malade.
Déjà soutenu par de grands journaux comme le Washington Post, le Los Angeles Times, le New York Times ou le Financial Times, le sénateur démocrate reçoit l'appui de Scott McClellan, ancien porte-parole de George W. Bush devenu sycophante de la « culture de la désinformation » à Washington, qui annonce, le 24 octobre, qu'il votera pour Obama.
Pendant ce temps, McCain remonte dans les sondages en abordant davantage les questions économiques, passées au premier plan dans un contexte de crise financière, et en exploitant une gaffe de Joe Biden. Lors d'une rencontre avec des donateurs de Seattle, ce dernier a en effet déclaré : « Croyez-moi. Il ne se passera pas six mois avant que le monde ne mette à l'épreuve Barack Obama, comme il l'avait fait avec Kennedy (…). Écoutez, nous allons avoir une crise internationale, une crise fabriquée, pour voir de quel bois se chauffe ce gars-là (…). Je vous garantis que cela va arriver. »
Destinée initialement à démontrer la pugnacité et le courage d'Obama en le comparant à John Fitzgerald Kennedy, cette déclaration maladroite est exploitée par McCain qui juge que le pays n'a pas besoin « d'un président qui invite le monde à le tester à un moment où notre économie est en crise, et où les Américains se battent déjà dans deux guerres ! »
Le 29 octobre, Barack Obama diffuse un spot de 30 minutes sur sept chaînes américaines (CBS, NBC, FOX, BET, Univision, MSNBC et TV One). Dans ce spot, qui aura coûté quatre millions de dollars, le candidat annonce un plan en faveur des classes moyennes pour lutter contre la crise économique.

## Techniques de communication
La campagne de Barack Obama s'est soldée avec sa victoire en 2008 qui a fait de lui le 44e président des États-Unis. Cette campagne où la communication politique a joué son rôle par l'utilisation de la puissance d'internet, des nouvelles technologies d'information et de communication. Cinq points cruciaux ont contribué à la victoire : le recrutement, la motivation, l'information, l'organisation et la récolte de fonds. La campagne d'Obama ne fut pas la seule à utiliser le pouvoir d'internet afin d'obtenir la victoire. Les différences qui ont porté fruit se trouvent dans son utilisation et dans l'efficacité dont l'équipe a fait preuve. Le recrutement de membres et de bénévoles s'est effectué à l'aide de messages ciblés. Les organisateurs sont allés jusqu'à créer un véritable réseau social (my.barackobama.com) qui a permis de réunir plus de 2 millions de membres actifs. Lors de l'inscription à ce réseau social en particulier, les adresses courriel et certaines informations sur le lieu de résidence et secteur de vote de l'utilisateur qui s'inscrivait était automatiquement prises à part et insérées dans une base de données. La motivation des électeurs a été façonnée avec le désir de changement et de renouveau que proposait l'équipe de communication d'Obama, les envies de chaque secteur électoral ont été dégagées afin de mieux cibler les besoins de chacun. Pendant la campagne, l'information a été plus que cruciale. Un milliard de courriels au travers de 13 millions d'adresses ont permis à l'équipe d'éradiquer le risque de déformation.
Ce contrôle du message a permis à Barack Obama de s'assurer une cohésion dans la stratégie de communication et de maintenir une cohérence au travers des enjeux qu'il abordait. L'objectif était également de créer un lien d'appartenance à un groupe. Avec l'information en primeur, les électeurs pouvaient avoir le sentiment d'être privilégiés. L'organisation de la campagne tourne alors sur une compilation de courriels, de numéros de téléphone, d'adresses de résidence et de plusieurs réunions de quartier afin d'organiser la campagne. La récolte de fonds au moyen d'internet fut bénéfique pour Obama. Les différentes astuces utilisées ont permis de récolter des petits et moyens dons de la classe populaire qui, cumulativement, ont ramené dans les coffres des sommes colossales. Traditionnellement, les entreprises sont les grands bailleurs de fonds des campagnes américaines. Ces 690 millions récolés ont contribué indéniablement à la victoire de la campagne.

## Information dans l'informatique
L'utilisation des bases de données est majeure dans les campagnes électorales du XXIe siècle. Le parti démocrate investit une somme de 6 millions afin de mettre en place une « data base » qui permettra de dénicher d'importantes informations sur les électeurs des États-Unis. La création d'un fichier électoral national élaboré par le parti démocrate a fait bénéficier Barack Obama de l'information très importante pour la campagne de 2008. Cette base de données a permis au parti de regrouper les informations des différents secteurs en une seule et unique base. Chacun pouvant la mettre à jour, cela pouvait assurer un minimum de connaissance sur les électeurs. Les bases de données peuvent se résumer ainsi : « se souvenir de qui vous êtes et se souvenir de ce que vous aimez ».
L'objectif est de permettre d'effectuer du câblage d'électeur et de s'assurer que chacun se rendre au bon bureau de vote et surtout de connaître son emplacement. Également, l'équipe électorale possédait des milliers de bénévoles qui s'acquittaient aux appels téléphoniques dans lesquels de courtes, moyennes et longues entrevues étaient menées auprès des électeurs. De puissants algorithmes déterminaient les centres d'intérêt de ces derniers afin d'établir des « conversations scriptes » lorsque venait aux bénévoles de cogner aux portes pour faire de la sollicitation téléphonique électorale. Ce type de profilage a donné la chance à l'équipe de Barack Obama de connaître ses électeurs dans chacun des districts. Ainsi, l'internet comme outil pouvant contribuer à la course à l'information est vite devenu nécessaire afin d'espérer avoir une victoire. L'information permet d'accumuler du savoir sur les potentiels électeurs et les raisons personnelles qui pourraient les amener à apposer leur X sur un bulletin de vote.

## Révolution Communicationnelle: L'Impact Pionnier des Médias Sociaux dans la Campagne Présidentielle de 2008 et son Héritage sur la Stratégie Politique ModerneNotes et références
La campagne présidentielle américaine de 2008 a marqué un tournant majeur dans la communication politique, notamment en raison de l'utilisation novatrice des médias sociaux. Cette transformation s'inscrit dans le contexte plus large de l'adoption croissante des médias sociaux, phénomène persistant malgré les controverses et les sentiments négatifs entourant certains aspects de ces plateformes (voir "Social Media Use in 2021", Pew Research Center, 2021 page 1)
En 2021, l'enquête du Pew Research Center révèle que près de sept Américains sur dix déclarent utiliser une forme quelconque de médias sociaux, avec YouTube et Facebook maintenant consolidant leur domination. YouTube et Facebook restent des acteurs majeurs, avec respectivement 81 % et 69 % des répondants affirmant les utiliser. Notons également l'extension de la portée de YouTube, passant de 73 % en 2019 à 81 % en 2021. L'étude met en lumière la résilience de la base d'utilisateurs de Facebook, inchangée à 69 % par rapport à deux ans plus tôt. Parmi les autres plateformes maintenues depuis 2019, Instagram, Pinterest, LinkedIn, Snapchat, Twitter et WhatsApp conservent leurs bases d'utilisateurs, tandis que TikTok affiche un taux d'adoption notable de 21 % parmi les Américains. ("Social Media Use in 2021", Pew Research Center, 2021 page 4,5)
L'enquête souligne des modèles d'utilisation spécifiques selon les groupes démographiques, avec les jeunes adultes (18-29 ans) affichant la plus forte participation aux médias sociaux, soit 84 %. Des plateformes telles qu'Instagram, Snapchat et TikTok bénéficient d'une forte utilisation parmi les jeunes adultes, avec des taux respectifs de 71 %, 65 % et 50 %. Les données révèlent des disparités significatives en fonction de l'âge, mettant en lumière la prédominance des médias sociaux parmi les jeunes générations. ("Social Media Use in 2021", Pew Research Center, 2021 page 4,5)
L'étude du Pew Research Center met également en évidence des variations dans les préférences de plateformes en fonction de l'ethnicité, de l'éducation et du type de communauté. Les Américains hispaniques et noirs présentent des taux d'utilisation plus élevés pour des plateformes comme Instagram et WhatsApp par rapport à leurs homologues blancs. De même, LinkedIn attire davantage les utilisateurs ayant un niveau d'éducation plus élevé, tandis que Pinterest suscite un plus grand engagement chez les femmes. Nextdoor gagne également du terrain dans les zones urbaines et suburbaines. ("Social Media Use in 2021", Pew Research Center, 2021 page 4,5)
La fréquence de l'engagement sur les médias sociaux varie d'une plateforme à l'autre. Environ 70 % des utilisateurs de Facebook déclarent l'utiliser quotidiennement, dont 49 % plusieurs fois par jour. Les utilisateurs de Snapchat et d'Instagram visitent ces plates-formes quotidiennement à des taux plus bas (59 % pour les deux), avec une activité particulièrement élevée chez les jeunes utilisateurs. Par exemple, 71 % des utilisateurs de Snapchat âgés de 18 à 29 ans utilisent l'application quotidiennement, dont six sur dix le font plusieurs fois par jour. Les utilisateurs d'Instagram dans la même tranche d'âge visitent le site tous les jours à hauteur de 73 %, dont 53 % plusieurs fois par jour. YouTube est utilisé quotidiennement par 54 % de ses utilisateurs, dont 36 % le visitent plusieurs fois par jour. En revanche, moins de la moitié des utilisateurs de Twitter (46 %) le visitent quotidiennement. ("Social Media Use in 2021", Pew Research Center, 2021 page 5)
Lors de l'élection présidentielle de 2008 aux États-Unis, les candidats ont adopté une approche significativement différente dans leur utilisation des médias sociaux pour communiquer avec le public. Barack Obama, en particulier, a tiré parti des plateformes émergentes de l'époque, tel que Facebook, Twitter et YouTube, pour mobiliser et engager les électeurs de manière novatrice. Le discours mémorable de Barack Obama à Berlin en 2008 illustre bien cette utilisation habile des médias sociaux. Lors de cette étape de sa campagne, Obama s'est rendu en Allemagne et a prononcé un discours devant la Siegessäule, attirant une foule enthousiaste. Les médias ont rapidement popularisé le terme "Obamania" pour décrire l'engouement suscité par le candidat démocrate.
Cette approche stratégique a été étudiée de manière approfondie par Bruce Bimber dans son article intitulé "Digital Media in the Obama Campaigns of 2008 and 2012". Bimber souligne l'utilisation innovante des médias sociaux, tels que Facebook, YouTube et MyBO, par la campagne d'Obama en 2008. Selon lui, ces plateformes ont été employées de manière stratégique pour mobiliser les électeurs et créer un mouvement social autour de la candidature d'Obama (Bimber, 2014, p. 4). Cette intégration des médias sociaux aux tâches fondamentales de la campagne, telles que la gestion des bénévoles, la collecte de fonds et les annonces importantes, a marqué une évolution dans la communication politique numérique (Bimber, 2014, p. 7).
L'étude de Bimber souligne que bien que les médias sociaux n'aient pas été la seule raison de la victoire d'Obama, ils ont joué un rôle crucial dans la mobilisation des électeurs et la création d'un mouvement social (Bimber, 2014, p. 4). En 2012, la campagne a évolué en utilisant des techniques de modélisation comportementale et d'analyse de données pour cibler les électeurs de manière plus personnalisée (Bimber, 2014, p. 4). Cette adaptation aux nouvelles technologies de communication a permis à la campagne d'Obama de personnaliser la communication politique de manière efficace, s'alignant ainsi sur les changements dans l'environnement de communication politique moderne.
L'élection présidentielle de 2008 aux États-Unis a été bien plus qu'une simple compétition politique ; elle a marqué un moment charnière dans l'histoire du pays. Les deux candidats principaux, Barack Obama et John McCain, ont été au centre d'une campagne intense qui a captivé l'attention nationale et internationale. L'utilisation novatrice des médias sociaux par Barack Obama a été un élément clé de cette campagne, transformant la manière dont les candidats communiquent avec le public et mobilisent les électeurs.
L'élection de 2008 a été caractérisée par un enthousiasme massif et une participation accrue, en partie grâce à l'utilisation stratégique des médias sociaux. Les discours mémorables prononcés par Barack Obama ont suscité un véritable engouement, et l'effet de mobilisation des médias sociaux a été particulièrement évident. Le discours emblématique de Barack Obama à Berlin en 2008 a créé une dynamique positive, donnant naissance au terme "Obamania". Cet événement, largement relayé sur les réseaux sociaux naissants de l'époque, a contribué à forger une image dynamique et visionnaire du candidat démocrate.
Sur le plan des avantages électoraux, l'utilisation des médias sociaux a permis à Barack Obama de toucher un public plus large et diversifié. Les plateformes telles que Facebook, Twitter et YouTube ont offert des canaux de communication directs avec les électeurs, contournant les médias traditionnels. Cette approche a favorisé une connexion plus personnelle entre le candidat et les électeurs, renforçant le sentiment d'inclusion et d'engagement civique.
De plus, l'élection de 2008 a été marquée par une participation accrue des jeunes électeurs, en grande partie attribuable à la présence active d'Obama sur les médias sociaux. La mobilisation des jeunes adultes a eu un impact significatif sur le résultat final, renforçant la base électorale du candidat démocrate. Les médias sociaux ont joué un rôle central dans l'activation de cette tranche démographique, soulignant l'importance croissante de ces plateformes dans le paysage politique.